# Eucoccidophagus karelianus
Eucoccidophagus karelianus är en stekelart som beskrevs av Sharkov 1988. Eucoccidophagus karelianus ingår i släktet Eucoccidophagus och familjen sköldlussteklar.
Artens utbredningsområde är Finland. Inga underarter finns listade i Catalogue of Life.